# Kumbelnäs
Kumbelnäs (våmhusmål Näsä) är en bebyggelse inom tätorten Våmhus i Våmhus socken, Mora kommun.

## Tätorten
1960 avgränsade SCB här en tätort med 228 invånare inom Våmhus landskommun. 1965 hade orten sammanvuxit med Våmhus tätort. Ännu vid 2010 års tätortsavgräning ligger Kumbelnäs inom den södra delen av Våmhus tätort.